# 브이아이자산운용
VI자산운용(브이아이자산운용, VI Asset Management Korea)은 국내외 주식, 채권 등 전통자산뿐만 아니라 파생, 부동산, 대체투자, 멀티전략 등 다양한 자산과 전략에 투자하는 자산운용회사이다.
2017년 ESG 전문평가기관인 서스틴베스트와 협업하여 사회책임투자 펀드를 출시, 국내 운용사 중 두 번째로 UN PRI에 서명, Fixed Income 자산군에 대해서는 국내 최초로 평가를 받았다. 2020년 브이아이자산운용의 UN PRI Fixed Income 자산군 평가는 미국, 유럽 등 글로벌 운용사들에 버금가는 수준이다.
2021년에는 대표이사 직속 ESG 운용위원회 신설로 자산별 전략, 투자성과분석, 리스크관리 등 ESG 투자, 운용에 주력하고 있다. 

## 투자 상품
- 주식형 펀드

- 채권형 펀드

- 파생형 펀드

- ETF

- MMF

- 혼합형

- 부동산

- 특별자산

- 재간접

## 연혁
- 2021.02. |  2021년 대한민국 펀드어워즈 일반채권혼합부문 최우수상 수상

- 2020.10. | 국민연금 ESG 위탁운용사 선정

- 2020.01. | VI자산운용(브이아이자산운용)으로 사명 변경

- 2019.12. | 최대주주변경 VI Asset Management Company Ltd. (舊 Hai Tian International Securities Limited)

- 2018.10. | DGB금융그룹 편입

- 2018.06. | UNI PRI서명

- 2008.09. | 하이자산운용으로 사명 변경

- 2008.02. | 총 수탁고10조돌파

- 2007.12. | 금융감독원 우수금융신상품 최우수상 수상

- 2004.05. | CJ자산운용으로 사명 변경

- 1999.02. | 제일투자신탁운용 회사 설립

## 관계사
- VI Ventures

- VI Asset Management Hong Kong